# سارا بالزر
سارا بالزر (فرانسوی: Sara Balzer‎؛ زادهٔ ۳ آوریل ۱۹۹۵) شمشیرباز اهل فرانسه است.